# جو باوباو
جو باوباو (30 يونيو 1955- ) وهو لاعب كرة قدم كندي محترف سابق ومدرب حالي في الدوري الكندي لكرة القدم (CFL). لعب باوباو 11 موسمًا في الدوري الكندي لكرة القدم (CFL) وكان لاعب في بي سي ليون وساسكاتشيوان واوتاوا رووغ رايدز، وقد بدأ مسيرته التدريبية مع فريق بي سي ليونس.